# 巴尔干协约 (1953年)

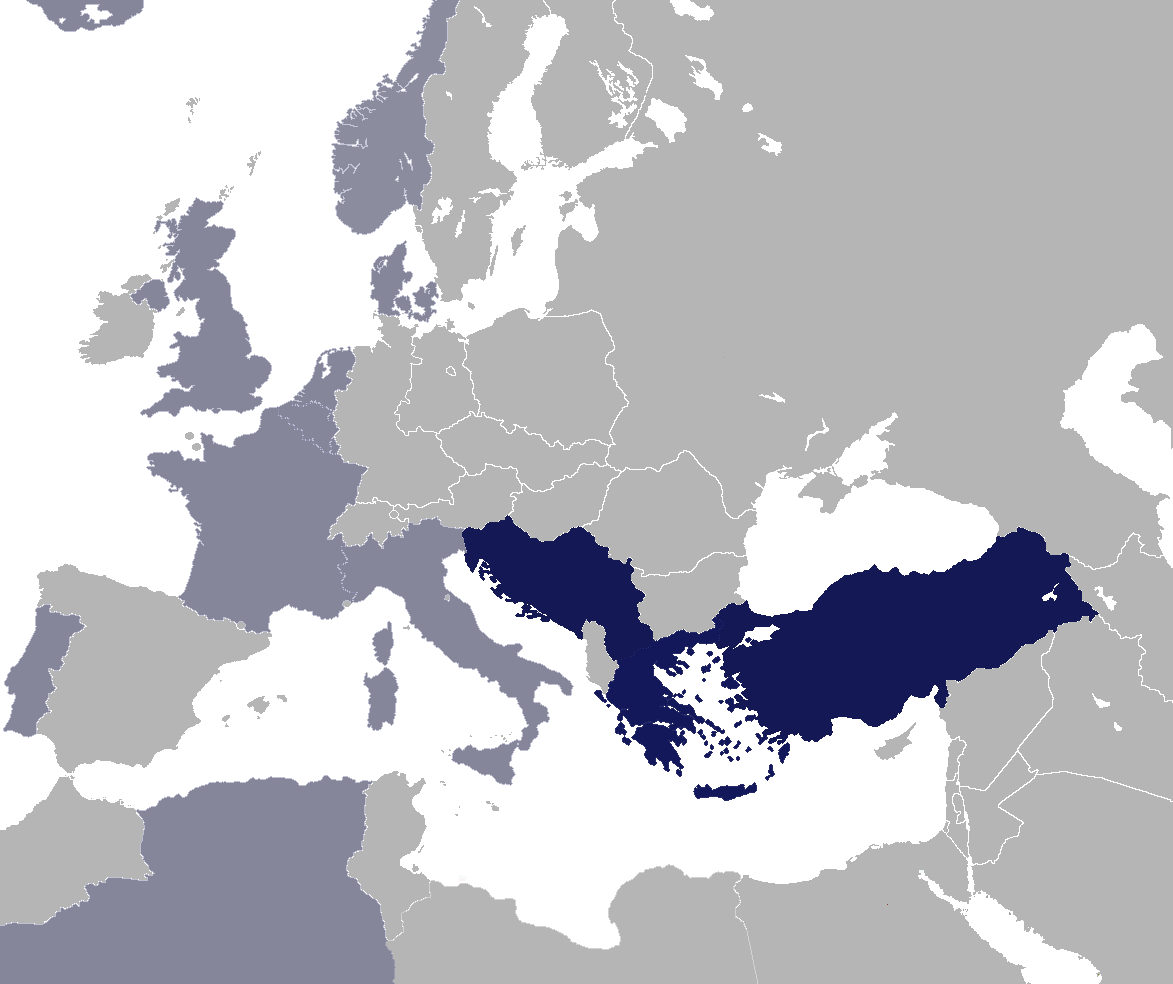
簽訂巴爾幹協約三國（深藍色）

巴尔干协约（希腊语：Βαλκανικό Σύμφωνο，马其顿语：Балкански пакт，塞尔维亚-克罗地亚语：Balkanski pakt / Балкански пакт，斯洛文尼亚语：Balkanski pakt，土耳其语：Balkan Paktı）是希臘王國、土耳其和南斯拉夫社会主义联邦共和国在1953年2月28日签订于安卡拉的条约。缔约三国希望借此条约威慑苏联，遏止其在巴尔干地区的扩张，并为最终组建三国联合军事参谋部提供便利。1954年10月，以色列政府表达了加入巴尔干协约的意愿，希望南斯拉夫能充当调停者，促进埃及—以色列關係发展；南斯拉夫当局对这一提议持开放态度。但以色列后来却没有加入联盟。